# Eijsden

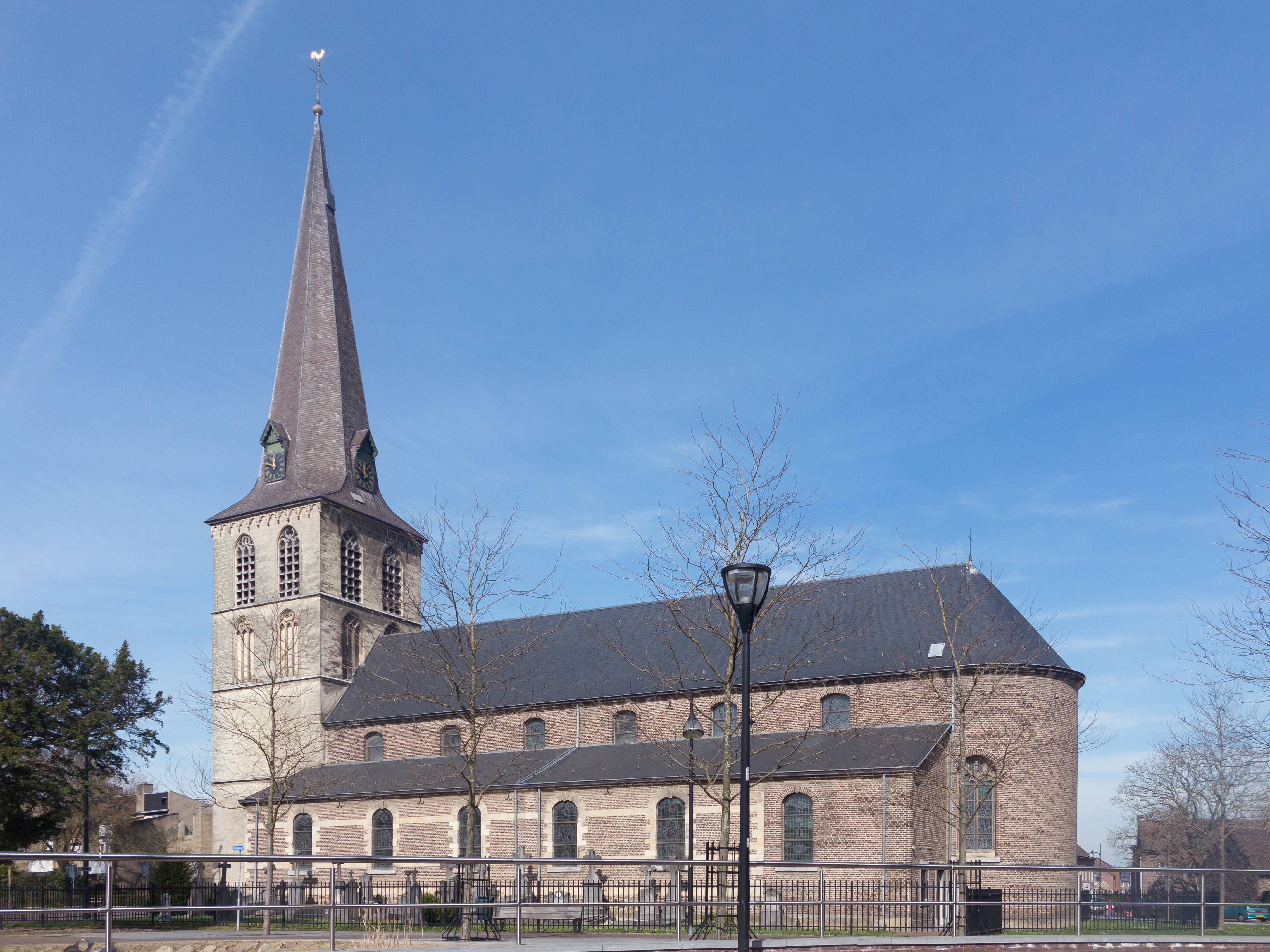
Martinuskerk.

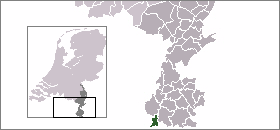
Lägeskarta

Eijsden är en historisk kommun i provinsen Limburg i Nederländerna. Kommunens totala area är 20,76 km² (där 1,01 km² är vatten) och invånarantalet är på 11 736 invånare (2005).